# Oestridae
Oestridae è una famiglia di ditteri che comprende molte specie che provocano miasi negli animali domestici e selvatici. Prende il nome da Oestrus ovis, che provoca una miasi nasale nella pecora.

## Biologia
Le specie appartenenti a questa famiglia sono adattate al particolare ciclo di sviluppo: la fase di insetto adulto è particolarmente breve, mentre è molto lunga (spesso molti mesi) quella larvale, che avviene come parassita all'interno dei tessuti dell'ospite. Questo permette all'insetto adulto di svilupparsi durante la stagione estiva, con temperature favorevoli alla fase a vita libera (mentre l'inverno è trascorso come parassita, al riparo dal clima rigido). Gli insetti adulti hanno spesso l'aspetto di un moscone, mentre le larve sono per lo più dotate di uncini e setole che ne favoriscono la penetrazione 
nei tessuti.

## Principali specie
- Oestrus ovis nella pecora (e nell'uomo);
- Hypoderma bovis nel bovino;
- Gasterophilus spp. nel cavallo;
- Dermatobia hominis nel bovino (e nell'uomo);
- Przevalskiana spp. nella capra;
- Cephenemya spp. e Oedemagena spp. nella renna;
- Gedoelstia spp. nella pecora
- Cephalopina spp. nel cammello.